# Resolutie 2257 Veiligheidsraad Verenigde Naties
Resolutie 2257 van de Veiligheidsraad van de Verenigde Naties werd unaniem aangenomen door de VN-Veiligheidsraad op 22 december 2015 en verlengde de waarnemingsmissie op de grens tussen Syrië en Israël opnieuw met zes maanden.

## Achtergrond
Na de Jom Kipoeroorlog kwamen Syrië en Israël overeen de wapens neer te leggen. Een waarnemingsmacht van de Verenigde Naties moest op de uitvoer van de twee gesloten akkoorden toezien. Ook toen in 2011 de Syrische Burgeroorlog uitbrak bleef de missie doorlopen.

## Inhoud
De situatie in het Midden-Oosten bleef gespannen, en de militaire activiteiten in de scheidingszone tussen Syrië en Israël maakten de wapenstilstand tussen beide landen broos. Daarnaast werd in het gebied ook gevochten tussen het Syrische regeringsleger en oppositiegroepen, en daarbij werden ook zware wapens ingezet. Er waren ook aanvallen op de VN-waarnemingsmacht UNDOF geweest. Het mandaat van deze missie werd verlengd tot 30 juni 2016.
De partijen werden opnieuw opgeroepen resolutie 338 uit 1973 uit te voeren. Ze werden ook herinnerd aan het akkoord uit 1974. Er werd aan hen gevraagd het staakt-het-vuren en de scheidingszone te respecteren, bezette UNDOF-stellingen en de grensovergang bij Quneitra te verlaten en gestolen VN-materieel terug te geven.

## Verwante resoluties
- Resolutie 2192 Veiligheidsraad Verenigde Naties (2014)
- Resolutie 2229 Veiligheidsraad Verenigde Naties

Lijst ·  2196 ·  2197 ·  2198 ·  2199 ·  2200 ·  2201 ·  2202 ·  2203 ·  2204 ·  2205 ·  2206 ·  2207 ·  2208 ·  2209 ·  2210 ·  2211 ·  2212 ·  2213 ·  2214 ·  2215 ·  2216 ·  2217 ·  2218 ·  2219 ·  2220 ·  2221 ·  2222 ·  2223 ·  2224 ·  2225 ·  2226 ·  2227 ·  2228 ·  2229 ·  2230 ·  2231 ·  2232 ·  2233 ·  2234 ·  2235 ·  2236 ·  2237 ·  2238 ·  2239 ·  2240 ·  2241 ·  2242 ·  2243 ·  2244 ·  2245 ·  2246 ·  2247 ·  2248 ·  2249 ·  2250 ·  2251 ·  2252 ·  2253 ·  2254 ·  2255 ·  2256 ·  2257 ·  2258 ·  2259